# 마케도니아 공산주의자동맹
마케도니아 공산주의자동맹(마케도니아어: Сојуз на комунистите на Македонија, СКМ)은 1943년 설립되어 1991년에 해산된 일당제 티토주의 정당으로 마케도니아 사회주의 공화국에서 유일 합법 정당이었다. 이 정당은 유고슬라비아 공산주의자동맹의 마케도니아 지부로 다른 티토파 지부처럼 지역 정치에 대한 지배권을 독점하고 있었다.

## 역사
마케도니아 공산주의자동맹은 1943년 마케도니아 공산당(마케도니아어: Комунистичка партија на Македонија, КПМ)이라는 명칭으로 설립되었다. 창립자들은 코민테른의 하위 조직인 마케도니아지방 공산주의위원회 일원들이었고 그들은 추축국의 발칸반도 침공에 맞써 싸운 반파시스트 투사들이었다. 1943년 이 정당은 유고슬라비아 공산당에 가입하고 유고슬라비아 전선에 합류했다.
1948년 티토-스탈린 결렬 당시 소련의 입장을 지지한 인사와 이오시프 스탈린 문제에 대해 중립을 지킨 당원들이 숙청, 처형되면서 손실이 발생했고, 지도부는 티토파 인사로 채워졌다.
1952년 유고슬라비아 공산당이 유고슬라비아 공산주의자동맹으로 개칭하며 이 정당의 이름도 마케도니아 공산주의자동맹으로 교체되었고, 2차 숙청이 이루어지며 마케도니아 출신 당원이 추방되고 세르비아 출신 당원들이 그 자리를 대체했다.
1989년 이 정당은 티토파 지도부를 축출하였고 당명을 마케도니아 공산주의자동맹-민주변혁당(마케도니아어: Сојуз на комунистите на Македонија–Партија за демократска преобразба)으로 개칭하고 1989년에는 유고슬라비아 공산주의자동맹과도 단절하였다.
그러나 1990년 마케도니아에서 처음 열린 다당제 선거에서 참패하였고 1991년 마케도니아 사회민주동맹으로 당명을 변경하였다.